# Pai de Cana
Pai de Cana o Pai da Cana fue un trovador y clérigo gallego del siglo XIII. autor de composiciones de la lírica gallego-portuguesa.

## Biografía
Por su posición en los cancioneros se sabe que era clérigo. Está documentado entre 1243 y 1283, fue canónigo de la catedral de Santiago y administrador de la diócesis de 1281 a 1283, en ese período también desempeñó el cargo de abad de la colegiata de Santa María de Valladolid. En noviembre de 1283 formaba parte del séquito de Alfonso X. Tuvo propiedades en la ciudad de Santiago de Compostela, también hay una calle con su nombre en la ciudad.

## Obra
Se conservan dos cantigas de amigo.